# لاتس لاتفي

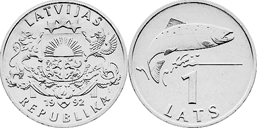
لاتس واحد

لاتس (باللغة اللاتفية: lats) هي العملة الرسمية لجمهورية لاتفيا، رمزها LVL أو Ls. اللاتس اللاتفي الواحد مقسمّ إلى مئة سنتيم.